# Senat von Louisiana

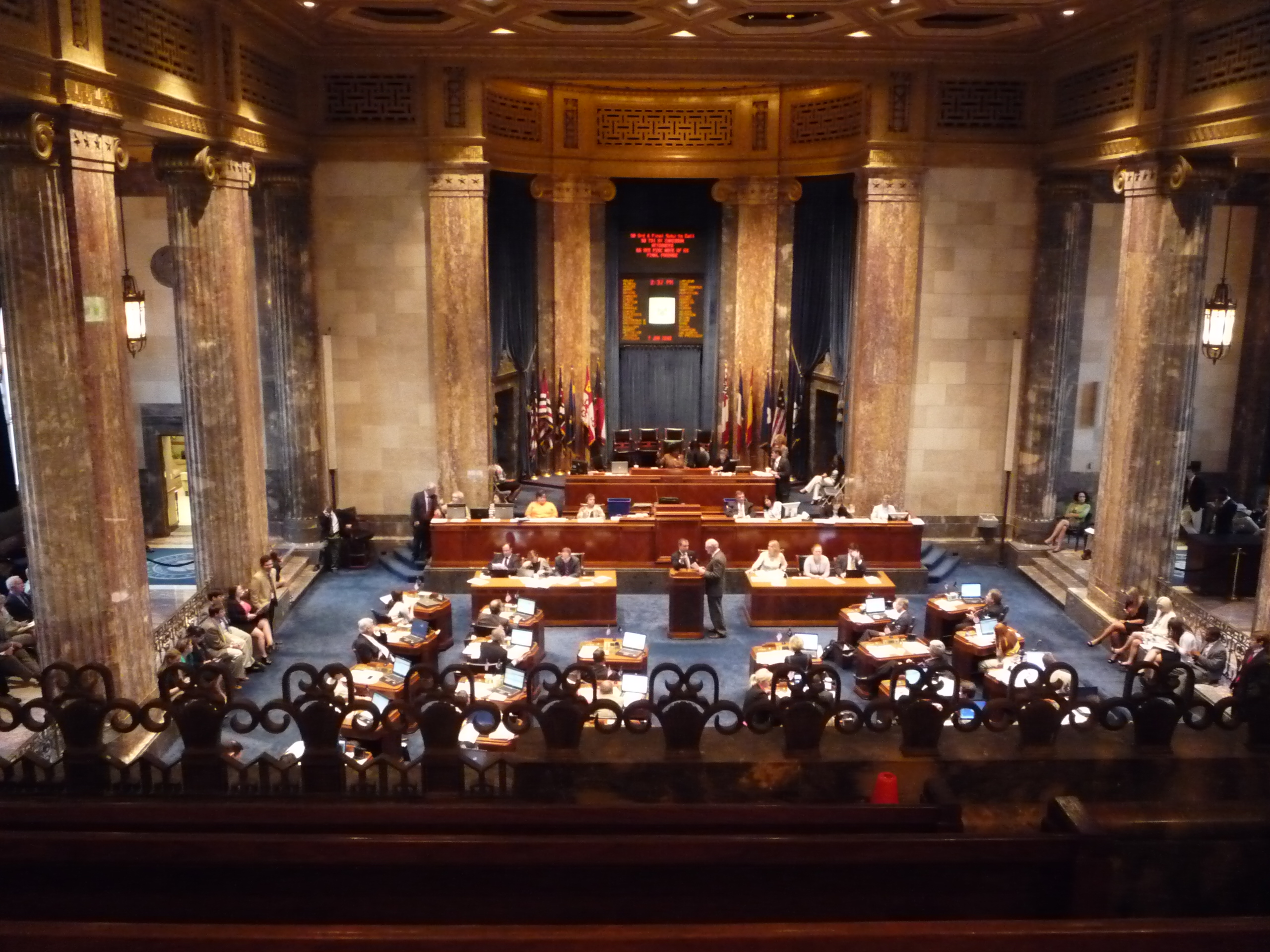
Blick in den Sitzungssaal des Senats von Louisiana

Der Senat von Louisiana (Louisiana State Senate) ist das Oberhaus der Louisiana State Legislature, der Legislative des US-Bundesstaates Louisiana.
Die Parlamentskammer setzt sich aus 39 Senatoren zusammen, die jeweils einen Wahldistrikt repräsentieren. Die Senatoren werden jeweils für vierjährige Amtszeiten gewählt. Der Sitzungssaal des Senats befindet sich gemeinsam mit dem Repräsentantenhaus im Louisiana State Capitol in der Hauptstadt Baton Rouge.

## Aufgaben des Senats
Wie in den Oberhäusern anderer Bundesstaaten und Territorien sowie im US-Senat fallen dem Senat von Louisiana im Vergleich zum Repräsentantenhaus spezielle Aufgaben zu, die über die Gesetzgebung hinausgehen. So obliegt es dem Senat, Nominierungen des Gouverneurs in dessen Kabinett, weitere Ämter der Exekutive sowie Kommissionen und Behörden zu bestätigen oder zurückzuweisen.

## Zusammensetzung der Kammer
| Partei   | Partei                 | Abgeordnete |
| -------- | ---------------------- | ----------- |
|          | Republikanische Partei | 22          |
|          | Demokratische Partei   | 17          |
| Summe    | Summe                  | 39          |
| Mehrheit | Mehrheit               | 5           |

## Wichtige Senatsmitglieder
| Position                | Name                  | Partei   |
| ----------------------- | --------------------- | -------- |
| Präsident               | Joel Chaisson         | Demokrat |
| Präsident Pro Tempore   | Sharon Weston Broome  | Demokrat |
| Secretary of the Senate | Glenn Koepp           |          |
| Parliamentarian         | Robert M. Marionneaux | Demokrat |